# بيرنابيه باليستر
بيرنابيه باليستر (بالإسبانية: Bernabé Ballester)‏ هو لاعب كرة قدم إسباني في مركز الدفاع، ولد في 12 فبراير 1982 في شاطبة في إسبانيا. شارك مع منتخب إسبانيا تحت 16 سنة لكرة القدم. أما مع النوادي، فقد لعب مع أولمبيك تشاتيفا وريال مدريد ج وريال مدريد كاستيا وفالنسيا ميستايا ونادي ألكويانو ونادي أونتينيينت ونادي موسكرون.

## وصلات خارجية
- بيرنابيه باليستر على موقع Soccerway.com (الإنجليزية)